# Xiaoshan, Hangzhou
Xiaoshan är en häradshuvudort i Kina. Den ligger i provinsen Zhejiang, i den östra delen av landet, omkring 13 kilometer sydost om provinshuvudstaden Hangzhou. Antalet invånare är 95 234.
Runt Xiaoshan är det tätbefolkat, med 613 invånare per kvadratkilometer. Närmaste större samhälle är Hangzhou, 16,8 km nordväst om Xiaoshan. Runt Xiaoshan är det i huvudsak tätbebyggt.
Genomsnittlig årsnederbörd är 1 869 millimeter. Den regnigaste månaden är juni, med i genomsnitt 328 mm nederbörd, och den torraste är november, med 74 mm nederbörd.